# Winx Club
O Clube das Winx é um desenho animado de aventura e fantasia criado por Iginio Straffi, produzido pela Rainbow SpA e pelo canal de tv infantil  Nickelodeon. Foi lançado em seu país original em 28 de janeiro de 2004, pelo canal Rai Due até a 7ª temporada, sendo continuado no seu canal irmão Rai Yoyo, destacando-se por ser o primeiro desenho animado italiano a ser vendido nos Estados Unidos. Em pouco tempo o desenho foi transmitido mundialmente e ganhando um sucesso grande entre o público infantil e rendendo vários produtos passando a se tornar um sucesso promissor. Feito para crianças entre os 7 e 13 anos de idade, o sucesso expandiu-se, ganhando fãs de vários gêneros e idades ao longo dos anos de exibição.
O episódio piloto da série, "Magic Bloom", começou a produção em 1999. Desde o início, Iginio Straffi delineou a trama do programa para durar apenas três temporadas (um total de 78 episódios). Ele escolheu continuar a história para uma quarta temporada em 2009. Nessa época, a popularidade de Winx Club atraiu a atenção da empresa de mídia americana Viacom, proprietária da Nickelodeon. A Viacom comprou 30% do estúdio de animação da série, Rainbow SpA, e a Nickelodeon se tornou co-produtora do programa.
A produção da quinta, sexta e sétima temporadas foi dividida entre Rainbow e Nickelodeon Animation Studios. A parceria entre Rainbow e Nickelodeon levou a co-produções adicionais, incluindo Club 57 em 2019, que foi realizado por muitos escritores de O Clube das Winx. Também em 2019, a produção começou com uma adaptação em live-action da série Winx, intitulada Fate: The Winx Saga.

## Transmissão histórica
Na Itália, país de origem da série, a série foi transmitida pela Rai Due desde 28 de janeiro de 2004. Após 7 de abril de 2014, as estreias dos episódios do desenho foram transferidas do Rai Due para o Rai Gulp, começando com o 15º episódio da 6ª temporada. Em 2019, para a 8ª temporada, a série foi novamente transferida para um canal diferente, o Rai YoYo. Este canal por sua vez é direcionado a crianças em idade pré-escolar. Por isso, o criador da série, Iginio Straffi, afirmou que a oitava temporada foi escrita para um público muito mais jovem do que o das temporadas anteriores.
A Nickelodeon começou a produzir novos episódios da série em 2010. O canal americano da Nickelodeon começou a exibir a série em especiais de uma hora para resumir a primeira e segunda temporadas. A terceira temporada, intitulada "Winx Club: Enchantix", foi exibida na Nickelodeon de 14 novembro a 26 de dezembro de 2011. A quarta temporada, com o título "Winx Club: The Power of Believix", foi exibida na Nickelodeon de 6 de maio a 29 de julho, de 2012. A quinta temporada, intitulada "Winx Club: Beyond Believix", estreou na Nickelodeon em 26 de agosto de 2012 e teve um curto hiatus durante o inverno de 2012, regressando em fevereiro de 2013, e o final da temporada foi exibido no final de setembro de 2013. A sexta temporada, conhecida por "Winx Club: Bloomix", começou a ser exibida na Nickelodeon a 29 de setembro de 2013.
Em abril de 2014 a Rainbow S.r.l. e a Nickelodeon anunciaram que a 7ª temporada da série já estava em produção. Em 7 de abril de 2014, foi anunciado oficialmente pelo site WorldScreen.com: "A sétima temporada da popular série Winx Club da Rainbow S.r.l. irá estrear mundialmente em 2015". "Estamos muito satisfeitos em anunciar a sétima temporada de Winx Club ... Será um privilégio fazer parceria novamente com a Nickelodeon", disse Iginio Straffi, presidente e CEO da Rainbow.
Em 2015, numa entrevista, Iginio Straffi confirmou que a oitava temporada já estava em produção, com estreia prevista para 15 de abril de 2019. Em 27 de fevereiro de 2018, foi anunciado que a oitava temporada seria transmitida nos primeiros meses do ano de 2019, para celebrar o 15º aniversário da série. Foi confirmado um novo estilo de desenho, e foram confirmados novos poderes e novas transformações mágicas, além do regresso de algumas transformações da série, sendo elas: Butterflix, Sirenix e Enchantix. Valtor retorna como antagonista principal após a 3ª temporada. Também se sabe que cinco novos personagens vão aparecer nessa temporada: uma criatura mágica chamada Twinkly - a mensageira da Rainha de Lumenia, que vai acompanhar as Winx na sua jornada pelo universo; Dorana, a Rainha de Lumenia; Argan/Obscurum, irmão de Dorana que se corrompeu e se aliou a Valtor para poder ser o Rei de Lumenia; Orion, um misterioso jovem que fará amizade com as Winx, porém, ainda não se sabe se ele vai ser um amigo ou um inimigo; e Lumilla, a melhor amiga de Twinkly. As Trix regressarão a partir do 13º episódio: "A Sombra de Valtor". O Especialista Riven também regressará, e reatará o namoro com Musa.

### Reboot
Em 16 de setembro de 2020, o Licensing Summit Online na Rússia anunciou que Rainbow SpA estava trabalhando na 9ª temporada e que estava programada para estrear em 2021-2022. Também é revelado que o formato da temporada foi alterado, onde serão 52 episódios, com 13 minutos de duração cada, em vez do formato usual de "26 episódios, 22 minutos" que foi usado nos últimos 208 episódios. Em 12 de fevereiro de 2021, o artigo italiano Imperoland revelou que o título provisório da nona temporada iria ser Winx Club Shorts, sugerindo a possível mudança de formato da série animada. Em maio de 2021, durante o segundo dia do Digital Cartoon, foi apresentada a nova estratégia do Rainbow, trazendo uma foto da Flora da 9ª temporada. Em 8 de setembro de 2021, WinxClubRus revela uma prévia do pôster da nona temporada do Festival Internacional de Cinema de Veneza. No evento Brand Licensing Europe de 17 a 19 de novembro de 2021, novas imagens da transformação da nona temporada e dos trajes civis das meninas foram oficialmente reveladas. Em novembro, foi revelado que a estreia da nova temporada provavelmente será em 2023. Em 27 de janeiro de 2022, uma imagem oficial do novo Fairy Form de Bloom foi apresentada online. Mais tarde, foi revelado que a estreia da temporada seria adiada para 2024 para comemorar o 20º aniversário da série. Em 6 de novembro de 2022, o criador Iginio Straffi anunciou que "uma nova reinicialização da série animada em forma de CG Winx está entrando em produção, sim, uma reinicialização". Em janeiro de 2023, a Paramount (Viacom) vendeu sua participação na Rainbow de volta para Straffi, permitindo-lhe total controle criativo da reinicialização. Iginio Straffi revelou posteriormente que o formato do episódio foi revertido ao formato original do episódio 23x26 e que a estreia da temporada seria adiada para 2025 e será dublada em mais de 40 idiomas. Foi planejado que a Nickelodeon continuaria a ser a parceira de transmissão do estúdio. No entanto, foi atualmente confirmado que a Netflix será responsável pela transmissão dos episódios. Também foi revelado em Janeiro de 2023, que haveria Ovos Kinder do Reboot sendo vendidos na Itália em Abril, aonde as crianças poderiam ganhar miniaturas da Bloom, Stella, e Flora. Em 14 de Junho de 2023, foram divulgadas as primeiras imagens das formas casuais de todas as 5 Winx, menos a de Tecna. No dia 12 de Julho, foi revelado em uma revista oficial a roupa casual de Tecna. Em 20 de Julho de 2023, o criador Iginio Straffi ao responder perguntas em seu instagram, revelou que uma personagem importante se juntaria ao Clube das Winx. Em 20 de Setembro de 2023, durante o evento Milan Licensing Day!, foram reveladas novas imagens do reboot, aonde apresentava uma imagem da sétima Winx (que aparentemente era uma nova personagem, ou, a personagem Terra de Fate: The Winx Saga); Também foi mostrado uma luta das personagens Bloom, Stella e Aisha, com suas roupas de transformação lutando contra as bruxas Trix e um novo vilão (que pela sua aparência, poderia ser Riven); e também uma imagem da luta entre Bloom e o vilão Ogron, que apareceu pela primeira vez durante a quarta temporada. Em 22 de Abril de 2024 foi vazado vários concept arts de personagens, além de dois novos personagens (uma personagem negra, e um garoto de cabelos ruivos chamado Damien); além disso, foi vazado dois clipes de animação do reboot; também foram revelados o novo Design de Transformação de todas as 6 Winx. No dia 26 de Abril, a cantora Elisa Rosseli que já trabalhou em temporadas anteriores da série confirmou que estará trabalhando no novo reboot da série. A primeira prévia oficial da nova temporada foi lançada no dia 28 de abril de 2024 durante a Napoli Comicon, também foi revelado que Mitzi uma das inimigas de Bloom, estaria presente no Reboot, e no primeiro episódio. No mesmo evento Straffi confirmou novamente que Roxy é uma Winx, e diz “Nós sempre dizemos que Roxy faz parte do Clube das Winx, mas ela decidiu ficar na Terra para apoiar e ajudar as fadas terráqueas. Olhando para as temporadas anteriores, você pode ver que as Winx estavam lutando com problemas ambientais e, portanto, a necessidade de fadas na terra era extremamente alta. Roxy voltará ao nosso grupo favorito de fadas no futuro!”; Também foi revelado que Nabu, primeiro par romântico da fada Aisha, não morreu disse Straffi, “Nabu não morreu, ele simplesmente desapareceu, embora muitos pensam que ele morreu. Mas talvez, por exemplo amanhã, ele possa retornar”. Em algumas postagens do X (Twitter), Elisa a cantora principal das musicas do Reboot que também está envolvida na criança da série, decidiu responder perguntas de fãs sobre a  reinicialização, aonde ela confirmou que Roxy estará no Reboot da série; A nova personagem anteriormente divulgada como a sétima Winx não iria mais participar do Reboot (que era muito semelhante a personagem Terra de Fate: The Winx Saga); e disse também que alguns episódios serão um pouco mais “sombrios”, como o da 1-3 Temporada. Em 24 de Maio de 2024 foi supostamente vazado o Storyboard do Reboot, aonde foi revelado que a música de abertura será um remake da música de 2004 (mas terá apenas 30 segundos); Stella voltará a usar seus poderes lunares; e também foram revelados alguns detalhes de como será o primeiro episódio. Em 30 de Maio de 2024, Iginio Straffi confirmou que o trailer do reboot será exibido na grande festa de aniversário no dia 31 de agosto em Rimini. E no dia 1 de Junho de 2024, foi anunciado pelo próprio criador, que a série será lançada na Netflix somente no 4ª Trimestre de 2025, entre outubro e dezembro.

## Filmes

#### O Segredo do Reino Perdido
O primeiro filme do Clube das Winx, foi lançado em 30 de novembro de 2007 na Itália, e nos EUA em 11 de março de 2012 na Nickelodeon. Em Portugal estreou a 13 de março de 2008 e mais tarde a 25 de dezembro de 2012 no Canal Panda. No Brasil foi exibido em 2012 pela Nickelodeon.
Os acontecimentos do filme seguem os da terceira temporada. Bloom continua sua busca por seus pais biológicos, e juntamente com os seus amigos, ela descobre mais sobre o seu planeta Domino, e tem que lutar contra Mandrágora, assim como as Três Bruxas Ancestrais que causaram a destruição do seu planeta.

#### A Aventura Mágica
O segundo filme do Clube das Winx foi lançado a 29 de outubro de 2010 na Itália, e a 20 de maio de 2013 na Nickelodeon nos EUA. Em Portugal estreou em a de março de 2011. No Brasil, o filme nunca chegou a vir as telas.
As Trix tornam-se aliadas das Bruxas Ancestrais, que juntas, tentam destruir toda a magia boa do universo e acabar com as Winx e os Especialistas, que tentarão restaurar a magia e derrotar as bruxas. Enquanto isso, Bloom descobre mais sobre o passado do seu reino e por que o pai de Sky não quer que ele se case com ela. Os eventos do filme passam-se durante algum momento da 4ª temporada.

#### O Mistério do Abismo
O terceiro filme do Clube das Winx foi lançado em 4 de setembro de 2014 na Itália, e nos EUA estreou a 1 de dezembro de 2014.
Em Portugal o filme ainda não tem data de estreia. Já no Brasil, o filme estreou na plataforma de video sob demanda NET NOW, do grupo Claro Brasil, a 23 de agosto de 2016 sem aviso ou qualquer divulgação de estreia e com um elenco de dublagem diferente do regular, já que foi localizado em São Paulo e não no Rio de Janeiro como de costume.
Conta a história seguindo do ponto onde termina a quinta temporada, em que as Trix tentam ativar novamente o Trono do Imperador após Tritannus ser derrotado. As Trix aliam-se à Politea, uma antiga ninfa e amiga de Daphne. Ela diz as Trix que só conseguirão ativar o Trono do Imperador e controlar o Oceano Infinito com a "ajuda" de um rei, e o escolhido é Sky.

## Séries spin-off

#### World of Winx
Em World of Winx, as garotas embarcam numa nova jornada à paisana pelo mundo em busca de jovens talentosos em áreas como artes, desporto, música e ciência. Como participantes do programa de reality TV WOW!, as Winx devem viajar pelo mundo numa missão secreta: tornar os sonhos de crianças talentosas realidade! Os miúdos e miúdas que elas encontram têm a sua própria magia, e as fadas de Winx Club ficam encantadas. Com tanta magia, a confusão não tarda, e Bloom e suas amigas deparam-se com um novo e perigoso mistério. Os fãs de Winx Club vão adorar a nova abordagem com histórias mais sérias e desenvolvidas especialmente para exibição sob demanda aos assinantes da Netflix. Na nova aventura, as fadas Winx visitam a Terra como apresentadoras do programa de show de talentos chamado WOW! À medida que procuram em todo o mundo por crianças talentosas, elas deparam-se com o Ladrão de Talentos - um vilão misterioso que está a capturar crianças talentosas. As Winx devem esconder as suas identidades de fadas, muitas vezes com consequências hilariantes, para caçar o Ladrão de Talentos e encontrar seu esconderijo secreto: uma misteriosa ilha mágica. 
Devido a direitos de transmissão, a série não foi disponibilizada na Netflix de Espanha e Portugal, durante 2 anos, e Itália, sendo que neste último, a série é transmitida pelo canal Rai Gulp, desde janeiro de 2017.
A segunda temporada do spin-off estreou a 16 de junho de 2017, na Netflix, com mais 13 episódios.
A 4 de junho de 2018, pelas 15 horas, foi transmitido o primeiro episódio da primeira temporada em Portugal de World of Winx, no canal Biggs, após ter sido previsto em maio a sua estreia no Canal Panda, mas foi primeiro adiada e depois alterada a transmissão do Canal Panda para o Biggs, fazendo assim Portugal entrar na lista de países em que World of Winx seja transmitido fora da Netflix, até 3 de novembro de 2018, altura que estreou na Netflix a 1ª temporada da série, intitulada de "O Mundo das Winx".
Está a ser exibida no Brasil, na TV Cultura, desde 21 de outubro de 2019, às 17:05.

#### Fate: The Winx Saga
Em 14 de março de 2018, foi confirmado que a Netflix iria produzir uma série live-action do desenho.
A série é focada no público jovem-adulto. A primeira temporada de Fate: The Winx Saga tem seis episódios, com 40 minutos à 1 hora cada um, e estreou em 22 de janeiro de 2021. A jornada de amadurecimento de cinco amigas improváveis que frequentam Alfea, em um internato mágico no Otherworld (Outro Mundo), onde devem aprender a dominar seus poderes enquanto navegam no amor, nas rivalidades e nos monstros que ameaçam sua própria existência.

## Outras mídias

### Rainbow Magic Land
Foi inaugurado em junho de 2011 a Rainbow Magic Land que é um parque de diversoes criado juntamente com o Alfa Park e está localizado na cidade de Roma. O parque possui atrações de todos os desenhos da Rainbow S.r.l incluindo as Winx. 
No parque, as principais atrações são: uma visita ao castelo Alfea; uma visita a vila das Pixies; shows com as Winx; montanha russa das Winx.

### Teatro
Nos dias 21 e 22 de março de 2009 chegou a Portugal o "Winx Club On Tour". As protagonistas da popular série televisiva Clube Winx - Bloom, Stella, Musa, Tecna, Flora e Aisha, se apresentaram para o palco numa série de espectáculos realizados em Lisboa, Porto, Figueira da Foz e Portimão. O Winx Club On Tour, se chamou Winx Tour Portugal no país, baseia-se nas aventuras das seis fadas que estudam na escola Alfea, situado no mundo de Magix, e que defendem o Universo das obscuras forças do mal. Ao longo deste espectáculo musical, cantores e bailarinos interpretaram os grandes temas musicais da série, em coreografias que evocam o universo mágico das personagens da série. O cenário grandioso revisita a atmosfera de fantasia que caracteriza o mundo de Magix através de várias projecções e jogos de luz. As suas cenas e diálogos realistas aliados a uma cenografia moderna e ao visual trendy de todas as personagens contribuem para tornar este espectáculo num projecto abrangente, pensado não só para as crianças como também para um público mais adulto. Criado por Iginio Straffi e dirigido por Salvatore Vivinetto.

### Winx on Ice
É a nova aventura das Winx, e no gelo, nesse novo musical as Winx ajudam Carolina, uma garota que ganha de Faragonda um diário mágico, que tudo o que escreve se torna realidade, e as Trix e Valtor usam Carolina para seus próprios fins. O espetáculo conta com Carolina Kostner como Carolina.

### Winx in Concert
Em 2009, 2012 e 2015 um especial foi feito com as principais personagens do desenho animado, e nos palcos interpretado por um grupo live-action que juntas formam um grupo musical, és um grande sucesso que está percorrendo pelo mundo e que já rendeu demasiados produtos incluindo CDs, DVDs, vestuários, brinquedos, jogos, aplicativos e dentre outros itens que conquistam os fãs de Winx Club pelo mundo. O especial também foi levado para Europa, em Portugal em Lisboa, Troia, Faro, Ílhavo, Portalegre, Beja, Santarém, Covilhã, Caldas da Rainha, Santa Maria da Feira, Guimarães e Leiria.

### Jogos eletrônicos
A série também foi adaptada para os jogos eletrônicos. Os consoles que receberam a série foram: o PlayStation 2, Game Boy Advance, Nintendo DS, Computadores, Android e iOS.
O primeiro deles foi Winx Club, lançado em 2005 para o Playstation 2, PC e Game Boy Advance. Outros jogos incluem: Winx Club: The Quest for the Codex (2006), Winx Club: Mission Enchantix (2008), Dance Dance Revolution Winx Club (2009), Winx Club: Believix in You (2010) e Winx Club: Magical Fairy Party (2012).
Em 2013, Tsumanga Studios lançou um aplicativo para iOS e Android intitulado Winx: Sirenix Power. Outros aplicativos baseados na série incluem Winx Fairy School (por Tsumanga Studios), Winx Club: Rock the World (por Budge Studios) e Winx Club: Bloomix Quest.
O jogo eletrônico Winx Club: Saving Alfea foi lançado para Nintendo 3DS e DS em 2014. O jogo é publicado pela Pouco Orbit e conta com as fadas Winx em seu poder Bloomix a partir da sexta temporada.